# Minuskel 629

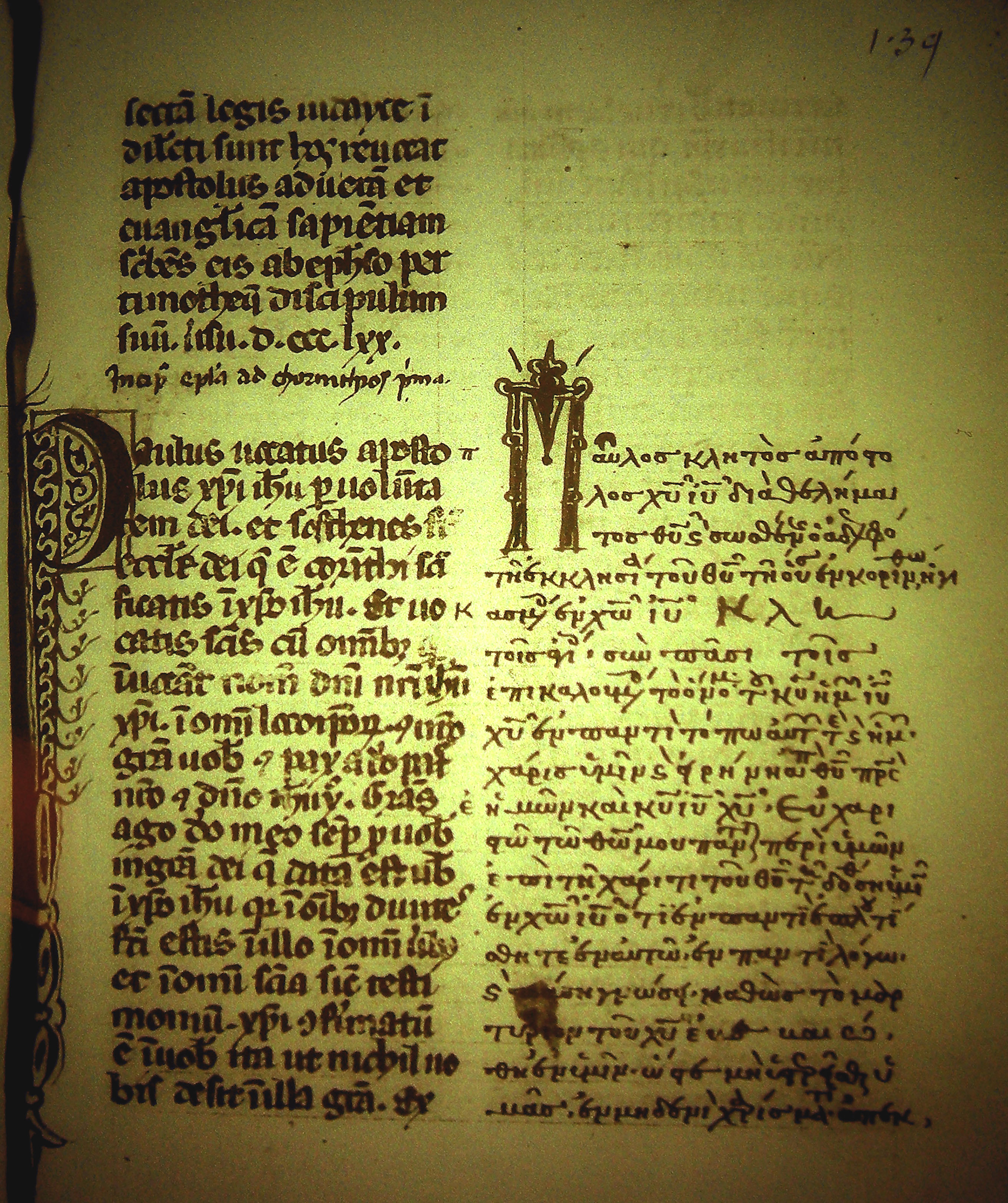
Minuskel 629

Minuskel 629 (in der Nummerierung nach Gregory-Aland), auch als Codex Ottobonianus bezeichnet, ist eine lateinisch-griechische Minuskelhandschrift des Neuen Testaments von 265 Blatt Pergament Umfang. Sie wird in der Biblioteca Apostolica Vaticana unter der Signatur Ottobonianus graecus 298 (kurz Ottob. gr. 298) aufbewahrt.
Paläographisch wird das Manuskript auf das 14. Jahrhundert datiert, wahrscheinlich ca. 1362–1363.

## Beschreibung
Der Kodex wurde in zwei Spalten (links Latein, rechts Griechisch) mit je 27 Zeilen geschrieben.
Die Handschrift enthält die Apostelgeschichte, Katholische Briefe und Paulinische Briefe. Der lateinische Text ist der der Vulgata; auch Wortlaut und Wortstellung des griechischen Textes sind an die Vulgata angepasst.
Bedeutend ist Minuskel 629 vor allem, weil sie die älteste bekannte griechische Handschrift ist, die das Comma Johanneum im Text der Haupthand (nicht als Zusatz) enthält. Nach Gregory ist die Passage (auf fol. 105vb) direkt aus dem Lateinischen übersetzt worden. Alle anderen griechischen Handschriften, in denen das Comma zu finden ist, enthalten dieses entweder nur als Zusatz von späterer Hand oder sind erst nach ca. 1500 entstanden.